# Harpagophora nigra
Harpagophora nigra är en mångfotingart som beskrevs av Carl Graf Attems 1914. Harpagophora nigra ingår i släktet Harpagophora och familjen Harpagophoridae. Inga underarter finns listade i Catalogue of Life.